# Wörthersee
Wörthersee er en sø i Kärnten i Østrig. Søen har et areal på 20 km² og er beliggende 440 meter over havet. Det dybeste sted i søen er 85 meter. Den er også en populær badesø, og mange besøgende kommer tilbage hver sommer. Søens vand er meget rent og om sommeren kan vandtemperaturen nå over 25 grader. Ved søens østlige ende ligger delstatshovedstaden Klagenfurt og i den vestlige ende ligger Velden. 